# 横尾純喬
横尾 純喬（よこお すみたか、1847年（弘化4年）　- 1909年（明治42年）4月29日）は、幕末から明治時代の武士、官僚。佐賀藩士。

## 来歴
戊辰戦争で奥羽に従軍。1874年の佐賀の乱には中島鼎蔵にしたがって転戦したが、敗れて懲役3年の刑を受けた。
佐賀県の藤津郡・佐賀郡長、群馬県や栃木県の参事官、佐賀県書記官などを歴任した。佐賀郡長を務めた際には、前任郡長の武富時敏が佐賀平野などの治水に大きな功績を残した成富兵庫茂安を称えるため建設に尽力した「成富君水功之碑」を完成させている。この碑は題字を副島種臣が、碑文は撰を久米邦武、書を武富誠修（佐賀藩の漢学者武富圯南の子）がそれぞれ務めている。
墓所は麻布にある佐賀藩菩提寺の賢崇寺。